# Manila-Abkommen
Das Manila-Abkommen wurde am 31. Juli 1963 auf Initiative von Diosdado Macapagal von der Föderation Malaya, der Republik Indonesien und der Republik der Philippinen, nach einem Treffen vom 7. bis 11. Juni 1963 in Manila unterzeichnet. 
Diese drei Länder haben sich darauf geeinigt, dass sie den Wünschen der Völker von Sabah (Nord-Borneo) und Sarawak nachkommen, soweit dies mit den Festlegungen der Resolution 1541 (XV) der UN-Generalversammlung verträglich ist. Nach Meinung  des Generalsekretärs der UN war diese Vereinbarung notwendig, um durch einen neuen Ansatz die vollständige Einhaltung des Grundsatzes der Selbstbestimmung (Grundsatz 9) zu gewährleisten. 
Die Vereinbarung sollte sicherstellen, dass in Sabah und Sarawak freie Wahlen durchgeführt werden konnten.
Das Abkommen umfasst mehrere Manila-Erklärungen zwischen der Republik der Philippinen, der Föderation Malaya und der Republik Indonesien sowie eine Gemeinsame Erklärung (Joint Statement) dieser drei Staaten.